# 阿久根巌
阿久根 巌（あくね いわお、1925年1月16日 - 2018年（平成30年）10月14日）は日本映画の美術監督、サーカス研究家。東京出身。

## 概歴
1944年東京高等工芸学校（現・千葉大学）卒業。1948年に東宝撮影所に入社。浅草六区など、数多くの資料を収集・提供し、数々の文献に名前を残す存在である。

## 代表作

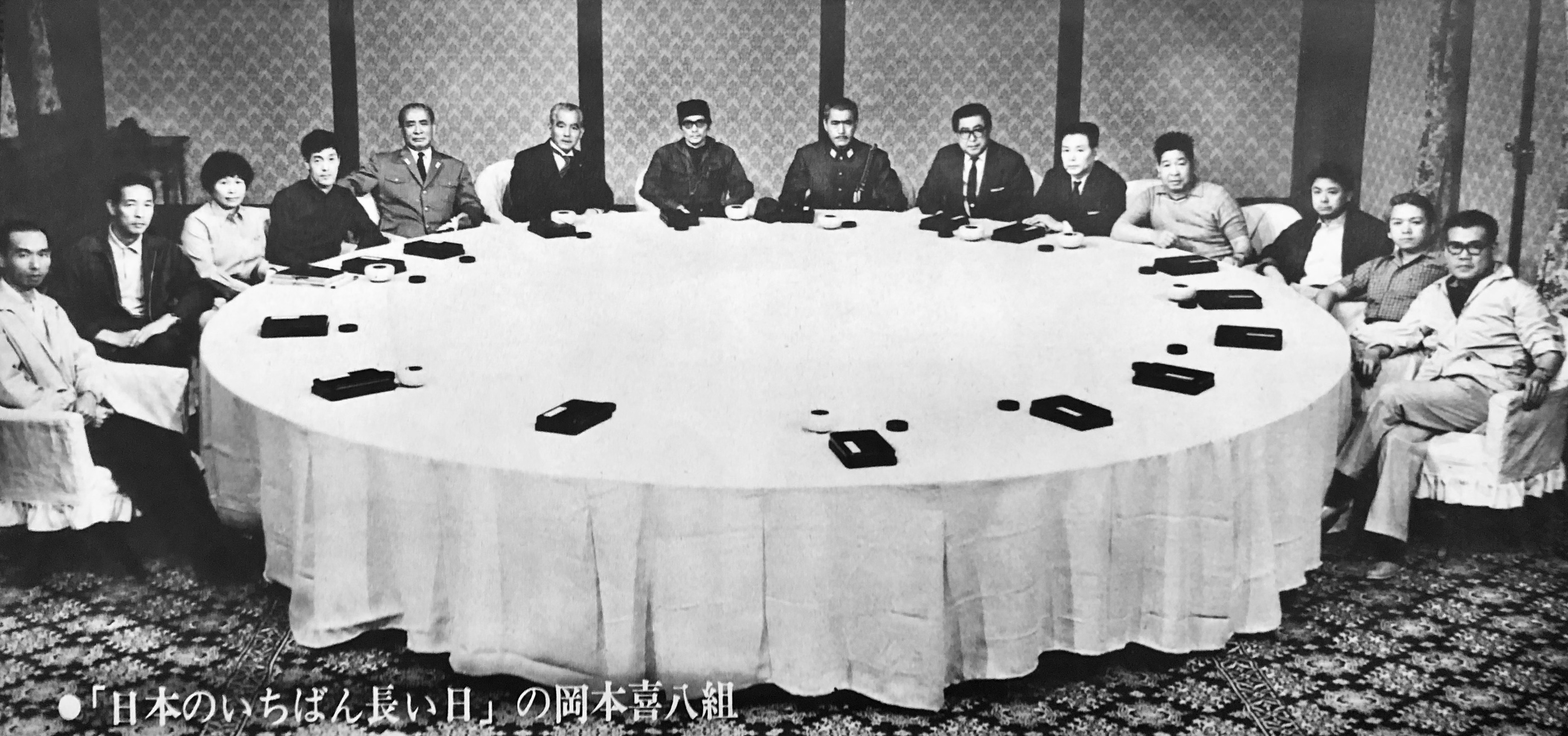
『日本のいちばん長い日』（1967年）のスタッフとキャスト。
左から、鈴木政雄、渡会伸、森淑子、村井博、山村聡、笠智衆、岡本喜八、三船敏郎、藤本真澄、田中友幸、西川鶴三、山本迪夫、阿久根巌、吉崎松雄。首相官邸閣議室のセットにて。

- 1953年 - 「プーサン」、「太平洋の鷲」
- 1954年 - 「さらばラバウル」
- 1956年 - 「殉愛」
- 1959年 - 「独立愚連隊」
- 1967年 - 「日本のいちばん長い日」
- 1968年 - 「首」
- 1970年 - 「激動の昭和史 軍閥」
- 1971年 - 「初めての旅」、「「されどわれらが日々」より 別れの詩」
- 1973年 - 「日本侠花伝」、「放課後」
- 1976年 - 「犬神家の一族」
- 1978年 - 「女王蜂」
- 1980年 - 「地震列島」
- 1985年 - 「ビルマの竪琴」
- 1987年 - 「螢川」

## 著書
- 『サーカスの歴史 見世物小屋から近代サーカスヘ』西田書店 1977
- 『曲乗り渡世始末帖 明治・大正・昭和を生きて』創樹社 1981
- 『サーカス誕生 曲馬団物語』ありな書房 1988
- 『元祖・玉乗曲芸大一座 浅草の見世物』ありな書房 1994
- 『逆立ちする子供たち 角兵衛獅子の軽業を見る、聞く、読む』小学館 2001